# رودریک ۱۶۱۹۴
سیارک ۱۶۱۹۴ (به انگلیسی: 16194 Roderick، نامگذاری:2000AJ231) شانزده هزار و صد و نود و چهارمین سیارک کشف شده‌است که در ۴ ژانویه ۲۰۰۰ کشف شد.
قدر مطلق سیارک برابر ۳۷.۱ است.